# Orchid (ban nhạc screamo)
Về ban nhạc doom metal cùng tên, xem Orchid (ban nhạc metal)
Orchid là một ban nhạc screamo người Mỹ từ Amherst, Massachusetts. Ban nhạc được xem là một trong những nghệ sĩ tiên phong của "screamo", Orchid kết hợp kiểu âm nhạc này với mỹ học hậu hiện đại. Nhóm đã phát hành nhiều EP, split và ba LP. Ban nhạc gồm Jayson Green (vocal), Jeffrey Salane (trống), Will Killingsworth (guitar) và Geoff Garlock (bass).
Năm 1999, Orchid phát hành album đầu tay Chaos Is Me và một năm sau đó họ ra mắt Dance Tonight! Revolution Tomorrow!. Tháng 7, 2002, họ phát hành album phòng thu thứ ba Gatefold và tháng 9 cùng năm, Orchid phát hành một album tập hợp cả hai album đầu, gộp vào chung CD với tổng cộng 21 track. Ban nhạc tan ra sau đó. Năm 2005, Orchid công bố Totality, một album tổng hợp gồm 24 track từ các B-side và split EP mà trước đó chỉ có dưới dạng đĩa vinyl.

## Thành viên
- Jayson Green - vocal, keyboard, bộ gõ (1997-2002)
- Jeffrey Salane - trống, bộ gõ (1997-2002)
- Will Killingsworth - guitar, keyboard (1997-2002)
- Brad Wallace - bass (1998-1999)
- Geoff Garlock - bass (1999-2002)

## Đĩa nhạc

### Album phòng thu
- Chaos Is Me LP (Ebullition, 1999)
- Dance Tonight! Revolution Tomorrow! 10" (Ebullition, 2001)
- Gatefold LP/CD (Ebullition, 9 tháng 7 năm 2002)[4]

### Album tổng hợp
- Dance Tonight! Revolution Tomorrow! + Chaos Is Me CD (Ebullition, 10 tháng 9 năm 2002)[5]
- Totality CD (Clean Plate, 15 tháng 1 năm 2005)[6]

### EP và split
- We Hate You (Demo Cassette) (Tự phát hành, 1997)
- Orchid / Pig Destroyer Split 7" (Amendment, 1997)
- Self-Titled 7" (Hand Held Heart, 1998)
- Orchid / Encyclopedia Of American Traitors Split 7" (Witching Hour Records, 1998)
- Orchid / Combat Wounded Veteran Split 6" (Clean Plate, 2000)
- Orchid / The Red Scare Split 7" (Hand Held Heart, 2000)
- Orchid / Jeromes Dream Skull Record (Witching Hour Records, 2000)[7]